# 鲍鹏山
鲍鹏山（1963年3月1日—），男，汉族，安徽六安人，民革党员，上海开放大学教授，央视《百家讲坛》主讲人。

## 生平
1985年7月毕业于安徽师范大学中文系。毕业后申请支边，至青海教育学院（现青海师范大学）中文系任教。历任青海教育学院中文系教师、学报编辑部编辑，青海师范大学中文系副教授、硕士生导师、古典文学教研室主任。2001年加入中国作家协会，同年进入上海电视大学（现上海开放大学）任教，现任上海开放大学中文系教授。
2008年至2009年，先后在《百家讲坛》主讲《新说水浒》之《林冲》、《武松》、《李逵》和《鲁智深》系列。创下了自2008年10月以来《百家讲坛》最高收视率，人气直逼易中天。
2010年2月，在《百家讲坛》开讲《孔子是怎样炼成的》，共16集。同年4月，开讲《新说水浒》大结局《宋江》。

## 浦江学堂
2013年，鲍鹏山与上海浦东图书馆合作创办公益性教育机构—浦江学堂，传授中国传统文化经典，受市民热捧。

## 著作
- 《寂寞圣哲》（2000年4月，东方出版中心）
- 《后生小子—诸子百家新九章》（2005年9月，华东师范大学出版社）
- 《天纵圣贤》（2006年8月，中国青年出版社）
- 《彀中英雄》（2006年8月，中国青年出版社）
- 《绝地生灵》（2006年8月，中国青年出版社）
- 《附庸风雅：第三只眼看<诗经>》（2006年10月，重庆出版社）
- 《先秦诸子十二讲》（2007年8月，上海科学技术文献出版社）
- 《中国文学史品读》（2007年10月，复旦大学出版社）
- 《风流去》（2009年2月，中国青年出版社）
- 《鲍鹏山新说<水浒>》（2009年4月，长江文艺出版社）
- 《历史的多维透视》（2009年4月，京华出版社）
- 《致命倾诉》（2010年1月，中国青年出版社）
- 《孔子是怎样炼成的》（2010年3月，中国民主法制出版社）
- 《中国人的心灵：三千年理智与情感》（2010年9月，复旦大学出版社）
- 《仰望星空》（2012年3月，黄山书社）
- 《论语导读》（2012年7月，复旦大学出版社）
- 《鲍鹏山说孔子》（2012年9月，浙江古籍出版社）
- 《鲍鹏山说老子》（2012年9月，浙江古籍出版社）
- 《鲍鹏山说庄子》（2012年9月，浙江古籍出版社）
- 《鲍鹏山说孟子》（2012年9月，浙江古籍出版社）
- 《鲍鹏山说墨子》（2012年9月，浙江古籍出版社）
- 《孔子传》（2013年1月，中国青年出版社）
- 《孔子如来》（2015年1月，岳麓书社）
- 《教育六问》（2015年12月，复旦大学出版社）
- 《永恒的乡愁》（2016年6月，长江文艺出版社）
- 《美丽诗经》（2016年8月，福建教育出版社）
- 《孔子归来》（2017年1月，新星出版社）
- 《白居易与<庄子>》（2017年1月，复旦大学出版社）
- 《鲍鹏山新批〈水浒传〉》（2018年5月，岳麓书社）
- 《江湖不远：<水浒>中的那些人》（2018年6月，上海学林出版社）
- 《鲍鹏山品水浒》（2018年8月，红旗出版社）
- 《孔子原来——被误解的孔子》（2019年12月，中国青年出版社）
- 《鲍鹏山讲<诗经>》（2021年5月，东方出版中心）
- 《鲍鹏山讲<论语>》（2021年5月，东方出版中心）
- 《中国人的心灵：鲍鹏山文学史》（2019年1月，中国青年出版社）

## 奖励与荣誉
- 2015年，《孔子传》入选国家新闻出版广电总局首届“中华优秀传统文化普及图书推荐活动”入围图书[9]
- 2016年，荣获“2016感动上海年度人物”[10]